# Cala des Matzoc
Cala des Matzoc (auch Es Matzoc / Cala Matzocs, kastilisch Cala Matsoch) ist eine kleine Bucht mit breitem Sandstrand im Nordosten der Baleareninsel Mallorca. Sie befindet sich 8,5 Kilometer nordöstlich der Kleinstadt Artà.

## Lage und Beschreibung

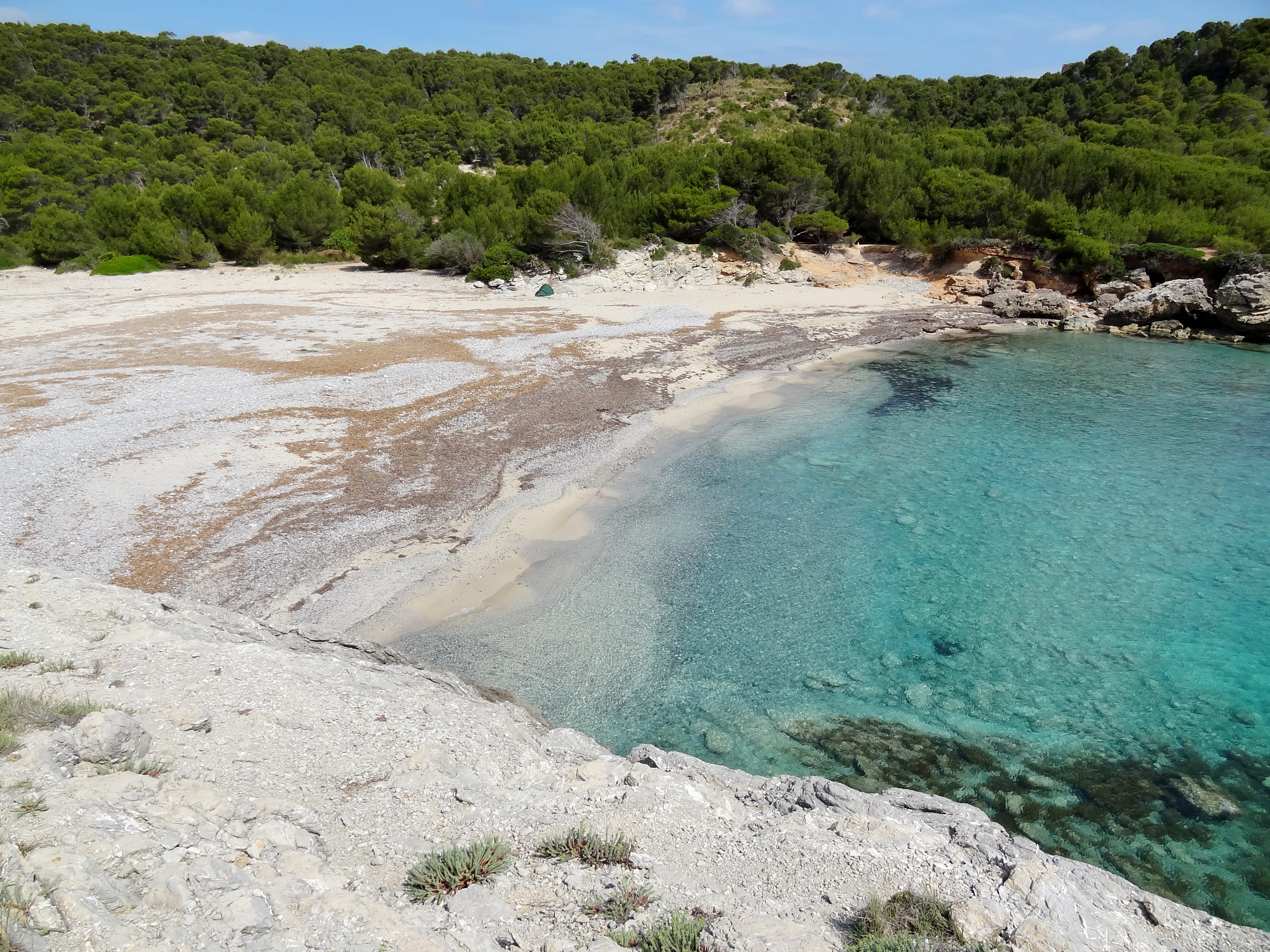
Strand von es Matzoc

Gelegen im nordöstlichen Teil der Gemeinde Artà, im Gebiet von Aubarca (auch Albarca), etwa 1,5 Kilometer westlich der Cala Estreta, ist die Bucht nur zu Fuß entlang der Küste oder per Geländewagen über ein Privatgrundstück beziehungsweise die öffentlichen Landgüter des Parc natural de la península de Llevant erreichbar. Die Wege durch das umzäunte Privatgelände sind allerdings durch verschlossene Tore versperrt. Die Bucht bildet die Mündung des Torrent des Matzoc, einem Sturzbach (Torrent), der nur bei sehr starken Niederschlägen sein Wasser ins Meer entlässt.
Die Bucht von es Matzoc reicht 176 Meter ins Inland und ist an ihrem meerseitigen Eingang 210 Meter breit. Der Meereseinschnitt wird beidseitig von Felsen flankiert. An der Westseite liegt der von einem Kiefernwald umgebene, flach abfallende Sandstrand, der mit Steinen durchsetzt ist. Er wird aufgrund der Abgeschiedenheit nur von wenigen Badegästen aufgesucht. Durch die Strömungen an diesem Küsteneinschnitt kommt es häufig zu Seegrasanschwemmungen. In der Nähe, westlich in Richtung Cap de Ferrutx, befindet sich der 1751 erbaute Wehrturm Torre des Matzoc, auch Torre d’Aubarca genannt, auf dem noch immer eine alte Kanone liegt.

## Zugang
Von Artà kommend die Landstraße MA-15 Richtung Cala Rajada nutzen, anschließend hinter einer Tankstelle der Beschilderung zur Cala Torta folgen. Am rechtsseitigen Abzweig zur Cala Torta den geraden Straßenverlauf in Richtung Cala Estreta wählen. Hier endet die an ihrem Ende schlecht unterhaltene Straße und der Küstenwanderweg Richtung Westen führt nach es Matzoc.